# Addlife
Addlife AB är ett svenskt investmentföretag som inriktar sig på medicintekniska företag i Norden och Europa i övrigt. Det har sitt säte i Stockholm.
Addlife bildades 2015 från Addtechs affärsområde "Life Science", ursprungligen ett affärsområde från 1997 med samma namn inom Bergman & Beving, som Addtech förvärvade 2005.
Addlifes aktier är sedan 2016 noterade på Stockholmsbörsens huvudlista.